# Yauca del Rosario (distrito)
Yauca del Rosario é um distrito do Peru, departamento de Ica, localizada na província de Ica.

## Transporte
O distrito de Yauca del Rosario é servido pela seguinte rodovia:
- IC-108, que liga o distrito de Los Aquijes à cidade de Tibillo
- IC-106, que liga o distrito de Pueblo Nuevo à cidade [1][2][3]